# 터뷸런스 (영화)
터뷸런스(영어: Turbulence)는 1997년에 개봉한 미국의 영화이다.

## 줄거리
연쇄살인범이자 강간범으로 기소된 라이언 위버는 자신의 무죄 주장에도 불구하고 뉴욕에서 체포된다. 경찰관 알도 하인즈는 위버를 폭행하는 과정에서 규정을 위반했지만, 당국은 그를 로스앤젤레스로 범죄인 인도하여 재판에 회부할 충분한 증거를 가지고 있다. 위버와 또 다른 죄수이자 은행 강도인 스텁스는 네 명의 미국 보안관의 호송을 받으며 트랜스컨티넨털 항공 747에 탑승한다. 크리스마스 이브임에도 불구하고 747기는 거의 비어 있었고, 탑승자는 11명에 불과했다.
비행 중, 스텁스는 화장실을 이용하다가 풀려나 보안관들과 총격전을 벌인다. 유탄이 동체에 구멍을 뚫어 폭발적 감압을 일으킨 후, 구멍은 서류가방으로 막힌다. 혼란 속에서 기장은 치명상을 입고, 부조종사는 머리가 조종간에 부딪혀 의식을 잃고, 그 과정에서 오토파일럿이 해제된다. 위버는 자신을 풀어주고 마지막 남은 보안관을 구하려 하지만, 스텁스가 총에 맞은 후 그를 쏴 죽이면서 실패한다. 위버는 조종실에 들어가 부조종사가 의식은 없지만 숨을 쉬고 있는 것을 발견한다.
위버는 이 사건에 경악하는 것처럼 보여 승객들은 그를 더욱 신뢰하게 된다. 비행 승무원이 모두 사라지자 항공 승무원인 테리 핼러런은 조종실로 들어가 747기가 추락하지 않도록 조종할 수 있는 유일한 사람이라는 것을 알게 된다. 부조종사는 화면 밖에서 위버에게 살해당했음이 강하게 암시된다. 설상가상으로 비행기는 심한 난류를 예고하는 폭풍 속으로 향하고 있다.
위버의 행동은 점점 더 예측 불가능하고 편집증적으로 변하며, 신경쇠약에 시달린다. 그는 승객들을 승무원 객실에 가두고, 다른 승무원 중 한 명인 매기를 공격하여 목 졸라 죽인다. 위버는 LAX의 FBI 통제 센터에 있는 하인즈에게 전화하여 체포를 피하기 위해 어떤 일이든 할 것이라며 747기를 시설에 추락시키겠다고 위협한다. 위버는 테리에게 자신이 살인을 저질렀음을 밝히고 그녀를 공격하지만, 그녀는 그를 아래층에 가두는 데 성공한다.
비행기가 심한 난류를 이겨낸 후, 테리는 라디오로 LAX에 착륙하기 위해 오토파일럿을 재프로그래밍하는 방법을 지시받아야 한다. 위버의 외설적이고 끊임없는 방해로 그녀의 임무는 복잡해진다. 위버는 항공전자 장비실에 침입하여 주 오토파일럿 소프트웨어를 실행하는 서버를 부수고 첫 번째 착륙 시도를 실패하게 만들고, 마지막 순간에 착륙복행을 강행하게 한다. 비행기는 옥상 일본 식당과 다층 주차장을 스쳐 지나갔지만, 착륙 장치가 포드 레인저 픽업을 끌어당긴 채 다시 공중으로 떠올랐다. 백업 오토파일럿이 작동하여 테리가 비행기를 돌릴 수 있게 된다. 그러나 LAX의 미국 공군 장교가 F-14 톰캣을 보내 747기를 요격한다.
테리는 당국에 자신을 격추시키지 말라고 간청하며 비행기를 착륙시킬 수 있다고 주장한다. 위버는 도끼를 들고 조종실에 침입하여 그녀를 죽이려 하지만, F-14가 대신 트럭을 파괴하여 747기를 흔들고 테리에게 공격할 기회를 준다. 테리는 .38 구경 리볼버를 꺼내 위버의 공격 와중에 총알을 장전하고 위버의 머리를 쏴 죽인다. 그녀는 조종석으로 돌아와 라디오 지원을 받으며 오토파일럿을 사용하여 747기를 안전하게 착륙시킨다. 위버가 그들을 모두 죽였다고 주장했음에도 불구하고, 다른 승무원과 승객들은 모두 살아있는 채로 발견된다.

## 출연

### 주연
- 레이 리오타: 라이언 웨버 역
- 로렌 홀리: 테리 헬로란 역
- 브렌단 글리슨: 스텁스 역

### 조연
- 헥터 엘리존도: 엘도 하인즈 역
- 레이첼 티코틴: 레이첼 테퍼 역
- 제프리 드먼: 브룩스 역
- 존 핀: 프랭크 싱클레어 역
- 벤 크로스: 사무엘 보웬 역
- 캐서린 힉스: 매기 역
- 헤이디 클링: 베티 역
- J. 케네스 캠벨: 맷 포웰 역
- 제임스 맥도널드: 테드 캐리 역
- 마이클 하니: 마티 더글러스 역

### 단역
- 그랜드 L. 버쉬: 마샬 엘 아퀘트 역
- 리처드 호잇 밀러: 마샬 리오단 역
- 마이클 프란시스 켈리: 마샬 그린 역
- 앨런 버그만: 미스터 크라머 역
- 대너 핸슨
- R.J. 놀
- 선드라 스프릭스
- 가렛 M. 브라운
- 다릴 데이즈
- 프리츠 마시모
- 톰 토도로프
- 제프리 조셉
- 데니스 레드필드
- 말러키 맥커트
- 게리 로드리게즈
- 윌리엄 H. 버튼
- 캘리 쏜
- 존 엘진
- 빌 크로스
- 탠니스 베네딕트
- 돈 도우
- 스콧 거니
- 쿠퍼 허카비
- 케빈 오루크
- 스콧 로렌스
- 데이브 맬로우